# Крупнишское викариатство
Кру́пнишское викариа́тство — титулярная епископия Болгарской православной церкви. Названа по селу Крупник Благоевградской области.

## История
Крупнишская епископия (затем митрополия) обособляется в XV веке, будучи выделенной из Кюстендильской епархии.
Границы Крупнишской епархии точно не известны, но они охватывали несомненно окрестности Крупника, которые впоследствии совпадали с регионом Горной Джумаи. По видимому в границы епархии входили Дупница и Рильский монастырь: епископ Крупнишский Иаков II упоминается в надписи от 1488 года в церкви монастыря Святого Димитрия близ села Бобошево, как «обладающе сие хории». На его средства была расписана церковь подворья Рыльского монастыря в Орлице. Таким образом Крупнишская епархия была в сущности Крупнишско-Дупнишской церковной областью. Нет, однако, сведений, что территория епархии простиралась на восток от Пирина, в Разлог.
Известно имя Крупнишского епископа Иакова (ум. 2 октября 1448), чьи сыновья Давид, Феофан и Иоасаф восстановили Рылский монастырь и вернули мощи Иоанна Рыльского из Тырнова в 1469 году.
Нет сведений, в состав какой поместной церкви она входила. Она не упоминается в числе 32-х епархий на Охридской архиепископии, но всё же более вероятно, что она входила именно в Охридский диоцез, а не диоцез Константинопольского Патриархата. Крупнишские епископы не участвовали в церковных соборах, проведённых в Охриде в 1530 и 1532 годы, что указывает на что Крупнишские епископы не является самостоятельными епархиальными архиереями, а подчинялись Банским (Кюстендильским) митрополитам. Предполагается, что Крупнишская епископия составляла церковно-административную часть Кюстендильской епархии того времени.
В 1557 года Крупнишская епархия вошла в состав возрождённого Печского патриархата.
В 1577 году митрополит Крупнишский Иоасаф подарил Рыльскому монастырю Крупнишское евангелие, хранящееся и дооныне в Риломанастирском национальном музее.
В 1578 году из-за насильственной исламизации Крупника, расположенному на военной дороге из Пловдива (Фракия) к Чёрногории и Боснии, митрополит Иоасаф переместил кафедру в Самоков и стал первым Самоковский епископом. В 1872 году Самоковская епархия вошла в состав Болгарского экзархата, а в 1907 году она была упразднена; её территория отошла к Софийской епархии.
Крупнишская кафедра была возрождена в 1965 году как титулярная епископия.

## Епископы
древняя епархия
- Иаков (ум. 2 ноября 1448)
- Иосиф (упом. 1469)
- Иаков II (упом. 1488 — упом. 1491)
- Иоасаф (упом. 1577)

титулярное викариатство
- Григорий (Узунов) (11 апреля 1965 — 13 февраля 1972)
- Геласий (Михайлов) (7 мая 1978 — 2 декабря 1987)
- Нафанаил (Калайджиев) (25 марта 1989 — 24 апреля 1994)
- Иннокентий (Петров) (1 октября 1998 — 20 апреля 1999)
- Иннокентий (Петров) (c 11 декабря 2012)

титулярное викариатство Альтернативного синода Болгарской православной церкви
- Климент (Буренков) (8 сентября 2000 — 2012)